# Закордонні візити Прем'єр-міністра Великої Британії Бориса Джонсона

Карта міжнародних поїздок Бориса Джонсона як прем'єр-міністра: (червень 2022)

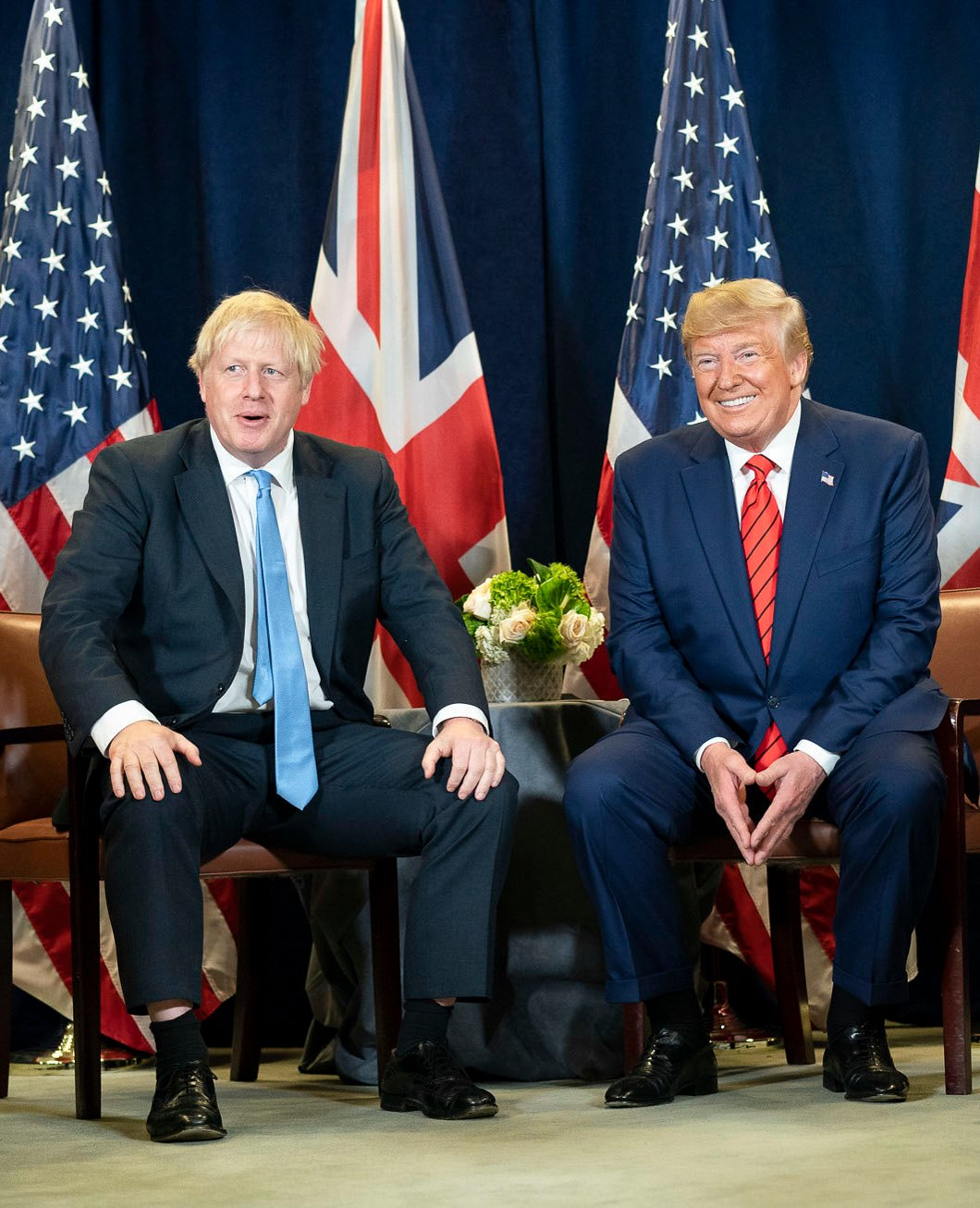
Джонсон і президент США Дональд Трамп у Нью-Йорку, 24 вересня 2019 року.

Це список здійснених міжнародних візитів прем'єр-міністра Бориса Джонсона який обіймав посаду 56-го прем'єр-міністра Великої Британії з 24 липня 2019 по 6 вересня 2022 рік. За час свого прем'єрства Борис Джонсон здійснив 26 поїздок до 18 країн.
Кількість відвідувань по країні:
- По одному візиту до Фінляндії, Індії, Ірландії, Італії, Люксембургу, Оману, Руанди, Саудівської Аравії, Іспанії та Швеції.
- Два візити до Естонії, Франції, Польщі, ОАЕ та США.
- По чотири візити до України та Німеччини.
- П'ять візитів до Бельгії.

## 2019 рік
|   | Країна     | Місце            | Дати          | Інформація |
| - | ---------- | ---------------- | ------------- | --- |
| 1 | Німеччина  | Берлін           | 21–22 серпня  | Джонсон вирушив до Берліна, щоб зустрітися з канцлером Ангелою Меркель .                                                                        |
| 1 | Франція    | Париж            | 22 серпня     | Джонсон відвідав Париж, щоб зустрітися з президентом Еммануелем Макроном .                                                                      |
| 2 | Франція    | Біарриц          | 24–26 серпня  | Джонсон відправився в Біарриц для участі в 45-му саміті G7 .                                                                                    |
| 3 | Ірландія   | Дублін           | 9 вересня     | Джонсон поїхав до Дубліна, щоб зустрітися з Тишехом Лео Варадкаром .                                                                            |
| 4 | Люксембург | Місто Люксембург | 9 вересня     | Джонсон відвідав місто Люксембург, щоб зустрітися з прем'єр-міністром Ксав'є Беттелем і президентом Європейської комісії Жаном-Клодом Юнкером . |
| 5 | США        | Нью-Йорк         | 23–25 вересня | Джонсон поїхав до Нью-Йорка для участі в 74-й Генеральній Асамблеї ООН .                                                                        |
| 6 | Бельгія    | Брюссель         | 17–18 жовтня  | Джонсон вирушив до Брюсселя для участі в саміті Європейської ради.                                                                              |
| 7 | Естонія    | Таллінн          | 21 грудня     | Джонсон відвідав Таллінн, щоб зустрітися з прем'єр-міністром Юрі Ратасом, а також зустрівся з британськими військами на армійській базі Тапа .  |

## 2020 рік

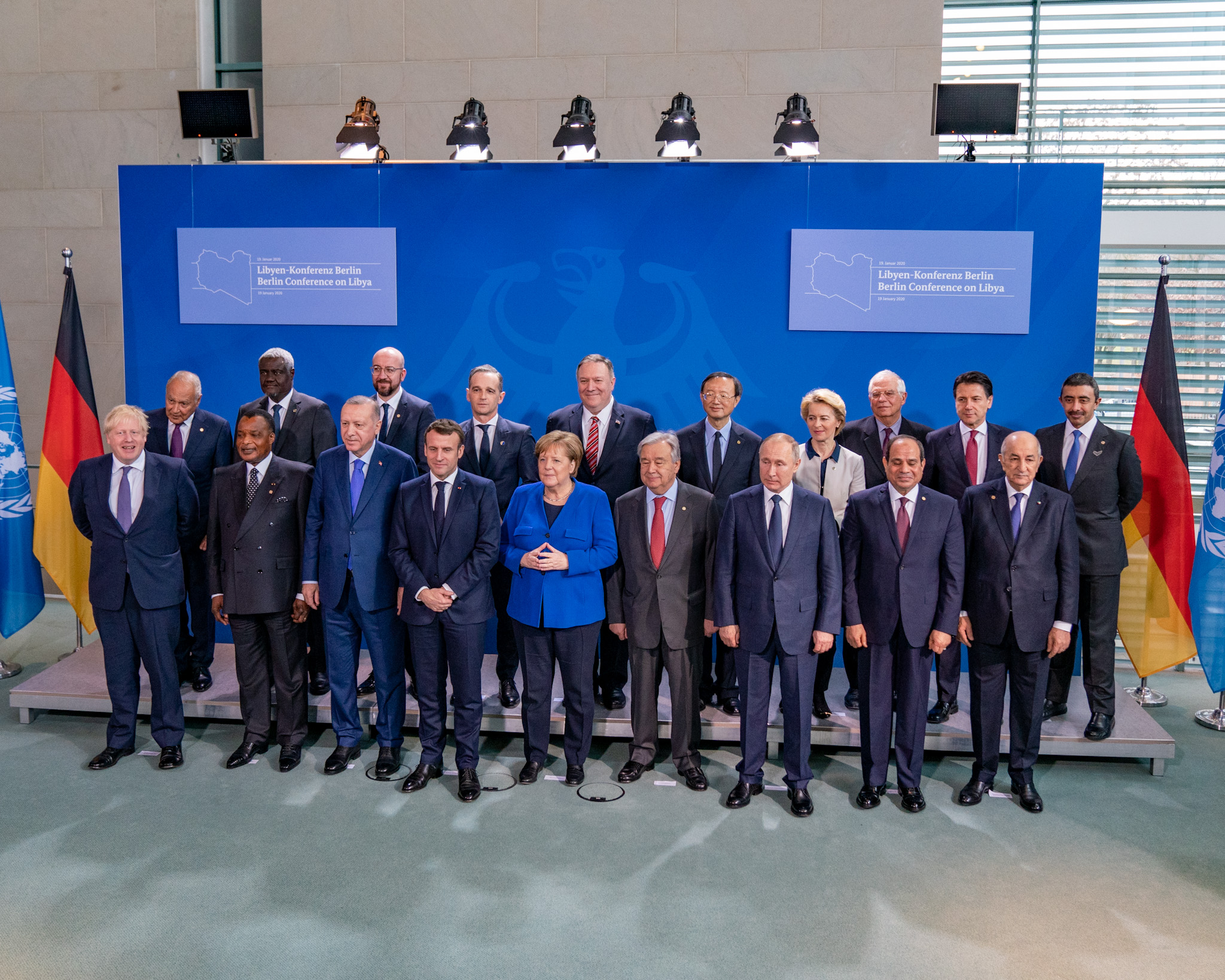
Зустріч світових лідерів у Берліні, 19 січня 2020 року

|    | Країна    | Місце    | Дати        | Інформація |
| -- | --------- | -------- | ----------- | --- |
| 8  | Оман      | Маскат   | 12–13 січня | Джонсон відправився в Маскат, щоб висловити співчуття покійному султану Кабусу бін Саїду аль-Саїду, а також зустрівся з його наступником султаном Хайтамом бін Таріком аль-Саїдом і високопоставленими урядовцями Оману. |
| 9  | Німеччина | Берлін   | 19 січня    | Джонсон поїхав до Берліна, щоб взяти участь у зустрічі щодо припинення громадянської війни в Лівії. Джонсон також зустрівся з президентом Франції Еммануелем Макроном і президентом Росії Володимиром Путіним.           |
| 10 | Бельгія   | Брюссель | 9 грудня    | Джонсон вирушив до Брюсселя, щоб зустрітися з президентом Європейської комісії Урсулою фон дер Ляєн щодо досягнення угоди щодо Брекзиту .                                                                                |

## 2021 рік

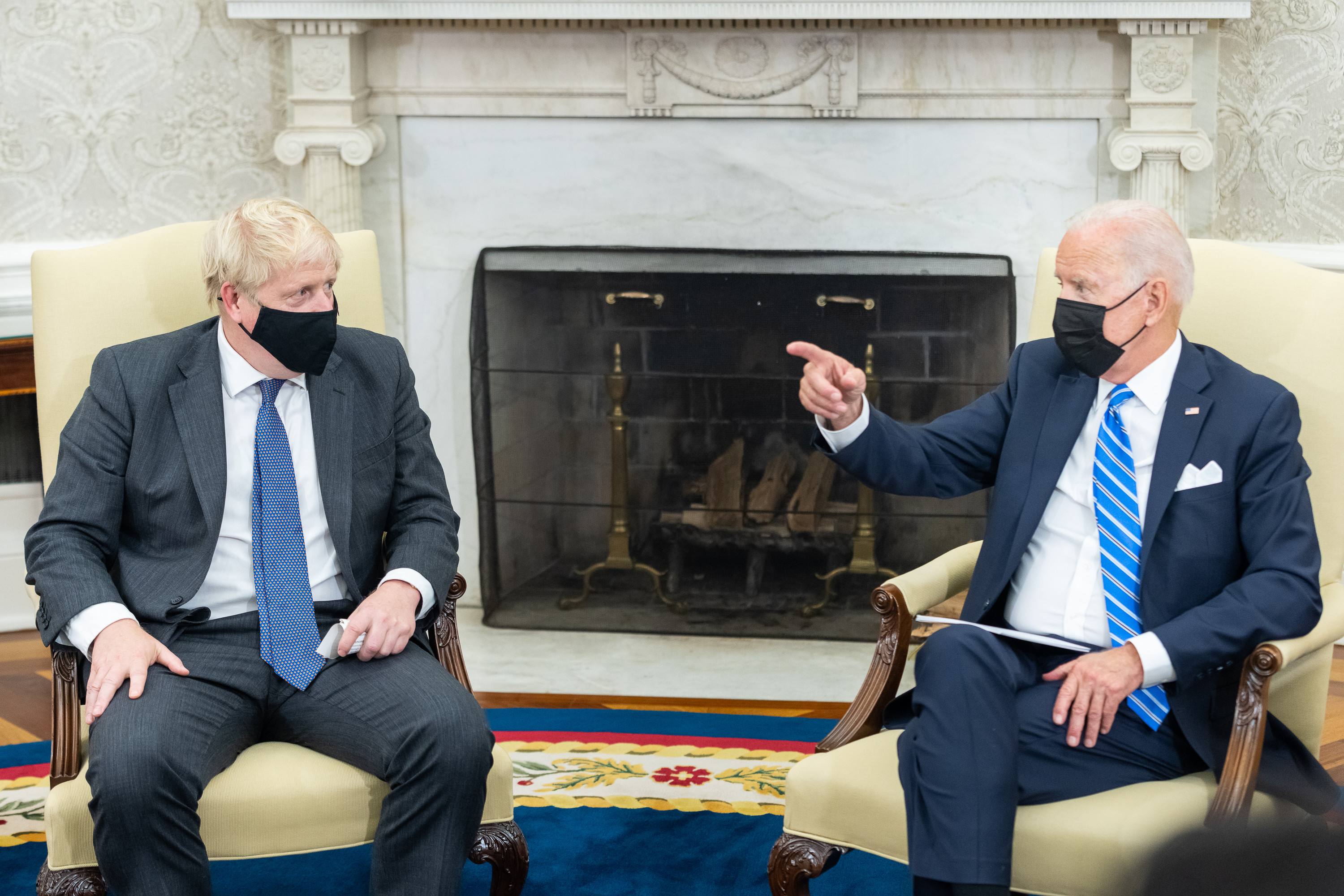
Джонсон із президентом США Джо Байденом у Білому домі, 21 вересня 2021 року

|    | Країна  | Місце                               | Дати          | Інформація |
| -- | ------- | ----------------------------------- | ------------- | --- |
| 11 | Бельгія | Брюссель                            | 14 червня     | Джонсон вирушив до Брюсселя для участі в 31-му саміті НАТО . |
| 12 | США     | Нью-Йорк, Вашингтон, округ Колумбія | 20–23 вересня | Джонсон відвідав Сполучені Штати для участі в 76-й Генеральній Асамблеї ООН і зустрівся з президентом Джо Байденом і віцепрезиденткою Камалою Гарріс у Білому домі . |
| 13 | Італія  | Рим                                 | 29–31 жовтня  | Джонсон вирушив до Риму для участі в Римському саміті G20 у 2021 році.                                                                                               |

## 2022 рік

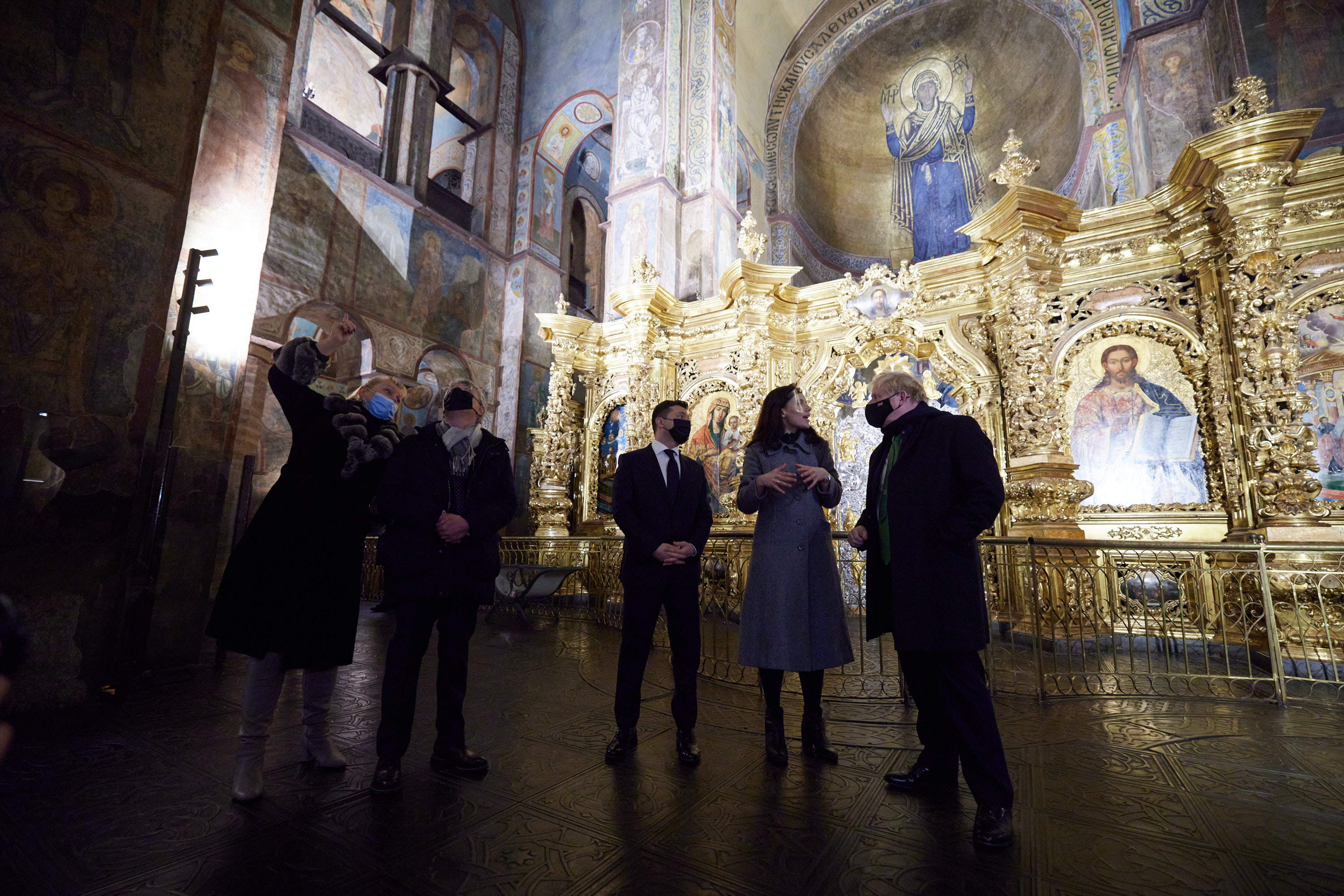
Джонсон із президентом Володимиром Зеленським у Софійському соборі, Київ, 1 лютого 2022 р.

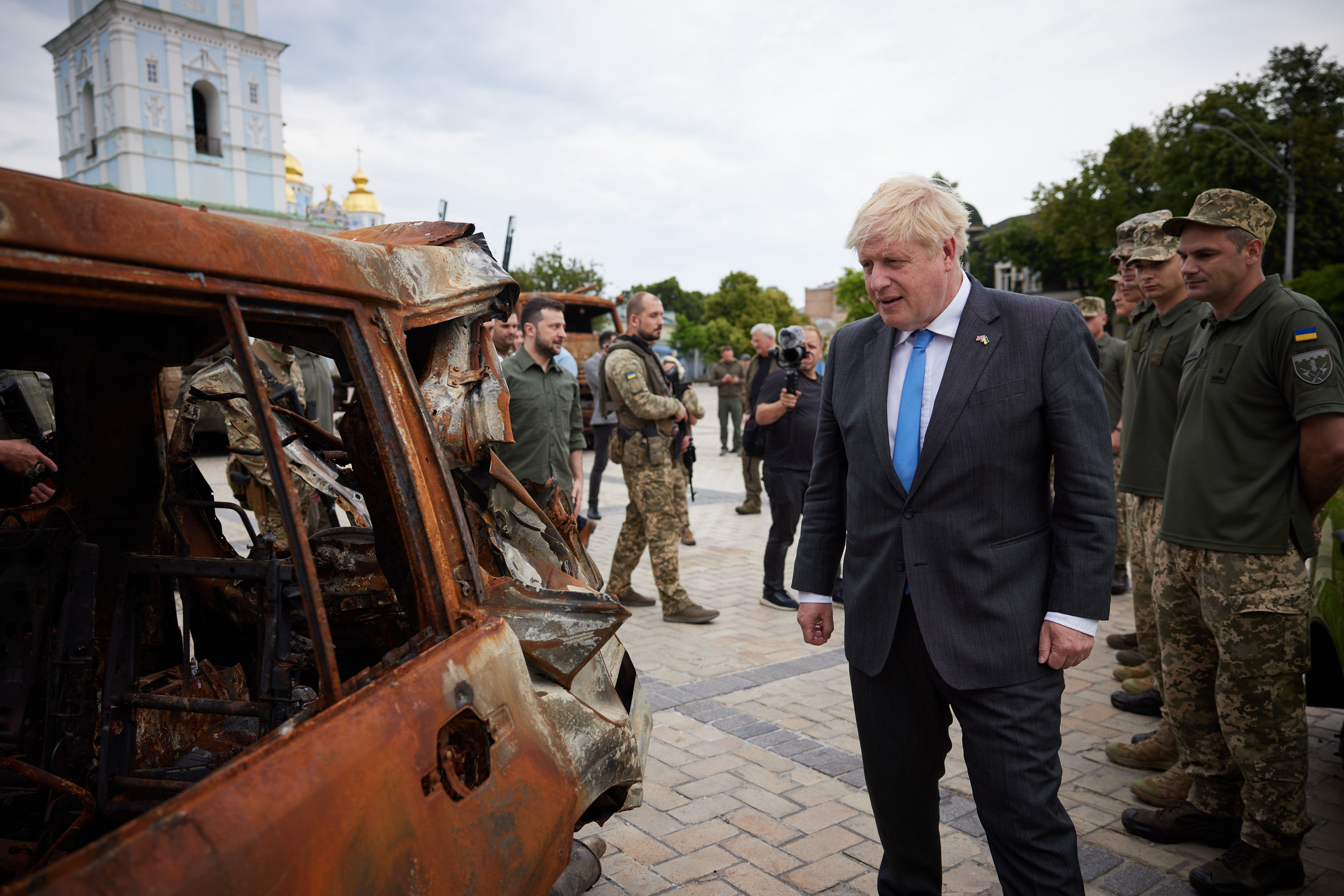
Прем'єр-міністр Великої Британії біла знищенної російської техніки

|    | Країна            | Місце              | Дати         | Інформація |
| -- | ----------------- | ------------------ | ------------ | --- |
| 14 | Україна           | Київ               | 1 лютого     | Джонсон вирушив до Києва на зустріч із президентом Володимиром Зеленським. |
| 15 | Бельгія           | Брюссель           | 10 лютого    | Джонсон вирушив до Брюсселя, щоб зустрітися з генеральним секретарем НАТО Єнсом Столтенбергом. |
| 15 | Польща            | Варшава            | 10 лютого    | Джонсон вирушив до Варшави, щоб зустрітися з прем'єр-міністром Матеушем Моравецьким та президентом Анджеєм Дудою. Джонсон також відвідав британські війська, дислоковані у Весолі.                                                                                         |
| 16 | Німеччина         | Мюнхен             | 19 лютого    | Джонсон вирушив до Мюнхена, щоб взяти участь у Мюнхенській конференції з безпеки. Джонсон також зустрівся з канцлером Німеччини Олафом Шольцем, прем'єр-міністром Естонії Каєй Каллас, президентом Латвії Егілсом Левітсом та президентом України Володимиром Зеленським.. |
| 17 | Польща            | Варшава            | 1 березня    | Джонсон вирушив до Варшави, щоб зустрітися з прем'єр-міністром Матеушем Моравецким, щоб обговорити безпеку в Східній Європі. |
| 17 | Естонія           | Таллінн            | 1 березня    | Джонсон вирушив до Таллінна, щоб зустрітися з прем'єр-міністром Каєю Каллас і генеральним секретарем НАТО Єнсом Столтенбергом. Джонсон також відвідав війська на військовій базі Тапа.                                                                                     |
| 18 | ОАЕ               | Абу-Дабі           | 16 березня   | Джонсон зустрівся з наслідним принцом Мохаммедом бен Заїдом в Абу-Дабі. |
| 18 | Саудівська Аравія | Ер-Ріяд            | 16 березня   | Зустрівся зі спадковим принцом Мохаммедом бін Салманом в Ер-Ріяді. |
| 19 | Бельгія           | Брюссель           | 24 березня   | Саміт НАТО. |
| 20 | Україна           | Київ               | 9 квітня     | Джонсон вирушив до Києва, щоб зустрітися з президентом Володимиром Зеленським і викласти новий пакет фінансової та військової допомоги під час російського вторгнення, що триває до України.                                                                               |
| 21 | Індія             | Гуджарат, Нью-Делі | 21–22 квітня | [ 4 ] [ 5 ] [ 6 ] [ 7 ] [ 8 ] [ 9 ] [ 10 ] [ 11 ] [ 12 ] |
| 22 | Швеція            | Флен               | 11 травня    | Джонсон вирушив до Харпсунна, щоб зустрітися з прем'єр-міністром Швеції Магдаленою Андерссон і підписав угоду про співпрацю. |
| 22 | Фінляндія         | Гельсінкі          | 11 травня    | Джонсон вирушив до Гельсінкі, щоб зустрітися з президентом Фінляндії Саулі Ніїністе і підписав угоду про співпрацю. |
| 23 | ОАЕ               | Абу-Дабі           | 15 травня    | Джонсон вирушив до Об'єднаних Арабських Еміратів, щоб висловити свої співчуття у зв'язку зі смертю президента ОАЕ та правителя Абу-Дабі Його Високості шейха Халіфи бен Заїда Аль Нахайяна.                                                                                |
| 24 | Україна           | Київ               | 17 червня    | Джонсон вирушив до Києва, щоб зустрітися з президентом Володимиром Зеленським та оголосити про програму навчання українських військових. |
| 25 | Руанда            | Кігалі             | 23–25 червня | Зустріч глав урядів Співдружності 2022 р. |
| 25 | Німеччина         | Замок Ельмау       | 26–28 червня | 48 саміт G7 |
| 25 | Іспанія           | Мадрид             | 28–30 червня | Мадридський саміт НАТО 2022 |
| 26 | Україна           | Київ               | 24 серпня    | Борис Джонсон відвідав Україну в День Незалежності |